# Terraglio
Il Terraglio (Terajo o Teragio in veneto locale) è una strada del Veneto, corrispondente al primo tratto della SS 13 "Pontebbana".
Quest'ultima, insieme alla Via Miranese (direttrice Mestre-Mirano-Padova) e alla Strada statale 245 Castellana (direttrice Mestre-Castelfranco Veneto-Trento), da sempre costituisce una delle tre principali arterie stradali che si irradiano dal centro storico della città di Mestre.
Procede, pressoché rettilinea, da Mestre a Treviso attraversando i centri di Mogliano Veneto e Preganziol. Tutt'oggi è una delle strade più importanti della zona.

## Storia
Con il termine terraleum si indicava, in latino medievale, un terrapieno ottenuto con il materiale di escavo dei fossati, ovvero un grosso argine sopraelevato.
È questa in effetti l'origine del Terraglio, nato grazie al materiale di riporto accumulatosi durante la realizzazione di una via d'acqua che congiungesse Treviso a Mestre. Non è chiaro se la costruzione della strada fosse voluta o accidentale; è probabile infatti che il progetto originale intendesse realizzare solo un canale e che i lavori furono interrotti quando si era già formato un terraleum. Certamente si tratta di una strada di origine relativamente recente (citata a partire dal 1153), essendo l'andamento indipendente dalla centuriazione romana; inoltre, è provato che in precedenza i collegamenti tra Mestre e Treviso erano basati su percorsi alternativi, sebbene alquanto scomodi, tra cui il cosiddetto Terraglio Vecchio o Terraggetto del quale restano ancora alcuni tratti.
Principale arteria per i collegamenti tra la terraferma e la laguna di Venezia, fu sfruttata anche da numerosi eserciti armati. Intorno all'anno 1318 il Signore di Verona, Cangrande I della Scala, creò un clima di tensione nelle città di Mestre e Treviso con l'invio dei suoi armati. Questa strada ospitò un'ulteriore guerra contro la città di Treviso che provocò un taglio al Terraglio e a Mogliano venne costruita una bastia. L'alta frequenza di passaggio provocò il dissesto della strada che richiedeva quindi una continua manutenzione. Gli assalti dei briganti che si succedevano in continuazione vennero bloccati con la distruzione dei boschi, rifugio per i malviventi, che fiancheggiavano la strada. Vennero creati anche ospizi, ospedali e locande che assunsero la funzione di assistenza e di rifugio per i numerosi viandanti.
La città di Treviso con gli anni perse la sua forza a causa di periodi che andarono a logorare la città. In seguito alla sconfitta dei Da Carrara ad opera dei Visconti, Treviso voleva entrare sotto la protezione di Venezia e questo desiderio del popolo trevigiano divenne realtà nel 1388. Questa decisione portò benefici alla città sia a livello commerciale, agricolo e anche artigianale. Ne conseguì il ritorno di un grande percorrenza del Terraglio, strada di passaggio per svariati tipi di traffico, soprattutto dagli anni '10 del Cinquecento, quando a Venezia si andò ad affermare la Repubblica. Questo periodo caratterizzato da una diminuzione del commercio nel Mediterraneo a favore di nuove vie di traffico, incoraggiò i veneziani ad acquistare territori nelle campagne circostanti e a costruirvi case di villeggiatura dotate di parchi e giardini molto estesi ai lati del Terraglio.
La strada cresceva sempre d'importanza perché sempre più bella e frequentata. Venne così nominata "Regia Strada Postale del Terraglio", curata inizialmente dal Governo della Repubblica, e passata poi sotto la competenza dei Cinque Savi della Mercanzia, i sopraintendenti che assicuravano la manutenzione e l'efficienza della strada venivano nominati dallo stesso Senato Veneziano.
Questo periodo favorevole si interruppe nel 1797, quando le armate napoleoniche travolsero la Repubblica e in quel momento il quadro cambiò notevolmente. Per più di mezzo secolo si susseguì, lungo il Terraglio, il traffico degli eserciti francesi e austriaci. Negli anni 1848-49 il Terraglio venne portato in prima riga dai moti rivoluzionari veneziani e in seguito dai pesanti assedi di Venezia e del Forte di Marghera.
Le ville situate lungo la strada proprio in questo periodo furono requisite e destinate a sedi di Comandi, accampamenti di truppa, residenze di generali. Nelle loro sale si svolgevano gli incontri tra gli alti ufficiali, si studiavano i vari piani di battaglia, e la strada era ormai diventata solo un passaggio di soldati, cavallerie e pezzi di artiglieria.
Poi il Terraglio fu testimone del viavai di imperatori, generali, a volte trionfati e festeggiati, altre accompagnati da polizia e ribellioni. Questi tristi passaggi tormentarono il Terraglio fino al 1866, quando vi giunsero le avanguardie dell'Esercito Italiano, provenienti dalla squadra di Scorzè, e diretti verso Mestre, ancora in mano austriaca.
L'esistenza del Terraglio ritornò più tranquilla finita la terza guerra d'indipendenza, per agitarsi di nuovo nel 1917, dopo la disfatta di Caporetto, quando la strada si ritrovò di nuovo in prima linea, essendo situata subito dietro il fronte del Piave, e le ville assunsero di nuovo i ruoli di decine di anni prima. La maggior parte di queste nel periodo dalla caduta della Repubblica di Venezia alla fine della prima guerra mondiale furono particolarmente danneggiate e sciupate: molte furono abbandonate, alcune demolite ed altre trasformate in case coloniche; solo poche di queste passarono nelle mani di famiglie che seppero valorizzarle e quindi riportarle al loro originario splendore.
Con il passare del tempo il Terraglio smise di essere solamente la via che univa le due città ai suoi estremi (Treviso e Venezia), ma assunse il ruolo di percorso principale per la vita dei centri stessi che attraversava. Affiancata dalla ferrovia Venezia-Udine, fu servita di una tranvia (1909), sostituita poi da una filovia (1938), a sua volta soppressa a favore degli autobus pubblici (1964).

## L'alberata
Sebbene sia opinione comune che l'alberata monumentale di platani risalga alla dominazione napoleonica (lo stesso imperatore percorse la strada nel 1797 e nel 1807), i vecchi documenti dimostrano che essa è stata posta a dimora tra il 1864 e il 1868 in sostituzione di un preesistente doppio filare di pioppo cipressino, piantato, in due diversi interventi, tra il 1828 e il 1832. A partire dagli anni settanta, la gran parte dei maestosi alberi è stata colpita dal fungo Ceratocystis fimbriata e solo di recente si è provveduto a sostituire gli esemplari malati con acero riccio, che la Soprintendenza per i Beni Ambientali preferisce al platano poiché specie autoctona e maggiormente resistente.

## Le ville
Lungo il Terraglio sorgono oltre una ventina di ville venete (ma molte altre sono state demolite). Di seguito ne è riportato l'elenco (l'ordine segue la direzione Mestre-Treviso):
Sinistra
Comune di Venezia
- Villa Pezzana-Tivan - via Terraglio 15
- villa Careggi-Papadopoli-Fürstemberg-Agnelli - via Terraglio 63
- villa Priuli-Scopinich-Franchin - via Terraglio 67 (con l'annesso palazzetto Priuli-Nalesso, in via Gatta 9)
- villa Mocenigo (a nord della precedente, demolita)

Comune di Mogliano Veneto
- villa Morosini-Gatterburg-Volpi-Furlanis - via Terraglio 101
- villa Padoan - via Terraglio 94
- villa Arrigoni-Gris - via Terraglio 72-74
- villa Giustiniani-Palma - via Terraglio 4
- villa Buratti-Coin - via Marconi 145

Comune di Preganziol
- villa Lin-Marcello del Majno - via Terraglio 276
- villa Mastini-Marchesi - via Terraglio 252

Destra
Comune di Venezia
- Ca' Gradenigo (demolita, presso Caserma Matter)
- villa Algarotti-Berchet - via Terraglio 92
- villa Accenti, Ivancich - via Terraglio 114 (ora casa di cura Villa Salus)
- villa Carlesso - via Terraglio 246

Comune di Mogliano Veneto
- villa Venier-Marchesi - via Terraglio 81
- villa Rinaldi-Gasparini - via Terraglio 79
- villa Pisani-Veronese-Maccatrozzo - via Terraglio 75
- villa Zenoni Politeo - via Terraglio 67
- Villa Lin, Papadopoli, Bianchi, De Kunkler - via Marconi 44

Comune di Preganziol
- villa Querini Stampalia (demolita, ne restano alcune costruzioni delle adiacenze)
- villa Rieti-Rota - via Terraglio 381 (ora casa di cura Park Villa Napoleon)
- villa Querini, Biadene "la Colombina" - via Terraglio 293
- villa Palazzi-Valier, Taverna - via Terraglio 289
- villa Albrizzi-Franchetti - via Terraglio 203

## Tutela
Per le ville, i platani secolari e la campagna circostante, il Terraglio è sottoposto a vincolo paesaggistico ai sensi dell'art. 157 del D. lgs. 42/2004 "Codice dei Beni Culturali e del paesaggio". La tutela è stata stabilita con il D.M. del 24 gennaio 1967.